# Polide
Polide o també Poliïd (en llatí Polyidus, en grec antic Πολύειδος, Πολύϊδος, Πολυί̈δας, Πολυείδης, encara que la forma més habitual és Πολύϊδος) fou un poeta ditiràmbic grec del període on el ditirambe era més freqüent a Atenes, on va néixer.
També era hàbil com a pintor, i va ser contemporani de Filoxen de Citera, Timoteu i Telestes, a l'entorn de l'any 400 aC. De la seva vida gairebé no es coneix res, però un dels seus alumnes Pilotes, va vèncer en un concurs a Timoteu, cosa de la que Polide se'n vanagloriava. Ateneu de Nàucratis diu que a aquest poeta se li recriminava que havia conquerit els llorers més per decisió del poble que per la qualitat de les seves obres. Segons Plutarc, Polide va superar a Timoteu en algunes variacions musicals complexes que es van introduir a les obres teatrals en aquella època, molt sovint atacades pels seus contemporanis.
Una de les seves obres, titulada ́Ατλας, (Atlas), convertia a l'heroi en un pastor libi a qui Perseu transformava en pedra mostrant-li el cap de la Medusa, un exemple de la manca d'idealització de l'art i de la concepció poètica de la mitologia pròpia dels poetes ditiràmbics.
A la Poètica d'Aristòtil i ha una referència a un "Polide sofista" (Πολυείδου τοῦ σοφιστοῦ) i diu que posava l'acció de forma molt viva per a l'espectador. Sembla doncs que Polide era un sofista que a la vegada era poeta ditiràmbic, escriptor de tragèdies i pintor.